# 有田延
有田 延（ありた のぶ、1878年1月2日 - 1944年10月19日）は、日本の造船技術者。海軍造船少将。

## 経歴
福岡県出身。1896年福岡県立尋常中学修猷館、1899年7月第五高等学校工科を経て、1902年7月東京帝国大学工科大学造船学科を卒業。東大在学中の1901年2月、海軍造船学生試験に合格。
1902年呉海軍造船廠に入り、その後、造船廠と造兵廠が合併し、呉海軍工廠が設立されると、その造船部部員となる。1907年佐世保海軍工廠造船部部員となる。ここで筑摩型防護巡洋艦の設計を行い、この型の巡洋艦として、筑摩、 矢矧、平戸の3隻が建造された。
1911年造船監督官として英国に出張。ヴィッカース社による戦艦金剛の建造を監督し、竣工まで立ち会っている。1913年帰国し、横須賀海軍工廠造船部部員となる。1914年海軍艦政本部第三部（造船部門）に出仕、1915年海軍技術本部部員となる。1919年12月海軍造船大佐に累進。1922年12月海軍艦型試験所所長に就任。1923年4月、海軍造兵廠研究部、海軍艦型試験所、海軍航空機試験所を統合し、海軍技術研究所が設立されると、研究部の初代造船班主任に就任する。同年12月海軍大学校教官を兼務し、1924年12月海軍艦政本部第四部（造船部門）部員も兼務した。1924年12月海軍造船少将に累進。1925年10月待命。同年11月予備役。